# Copa de Competencia Adolfo Bullrich 1904
La Copa de Competencia 1904 (también llamada Copa Competencia "Adolfo Bullrich" 1904) fue la segunda edición de esta competición oficial y de carácter nacional, organizada por la Argentine Football Association.
La copa que estaba en juego fue donada por el intendente de la Municipalidad de Buenos Aires, Adolfo Bullrich, y por eso llevó su nombre. Fue disputada por los 10 equipos de la Segunda División.
La competencia consagró campeón al segundo equipo de Barracas, al vencer por 2 a 0 en la final a Lomas Juniors.

## Sistema de disputa
Los equipos se enfrentaron entre sí por eliminación directa a partido único. De los 10 equipos, 6 accedieron a la Fase final. Mientras que los 4 restantes debieron disputar la Primera fase.
Los partidos en general se jugaron en cancha neutral. En caso de igualdad, se disputó un partido desempate. En caso de igualdad en cancha no neutral, el desempate se disputó en la cancha del equipo que fue local.

## Equipos participantes
En cursiva los equipos debutantes.
| Equipo               | Ciudad          |
| -------------------- | --------------- |
| Argentino de Quilmes | Quilmes         |
| Alumni II            | Buenos Aires    |
| Banfield             | Banfield        |
| Barracas II          | Buenos Aires    |
| Belgrano II          | Buenos Aires    |
| Estudiantes II       | Buenos Aires    |
| Lomas Juniors        | Lomas de Zamora |
| Porteño              | Buenos Aires    |
| San Isidro           | San Isidro      |
| San Martín           | San Martín      |

## Primera fase
| 22 de mayo | Estudiantes II                         | 4:0 | Porteño | Estadio de Estudiantes, Buenos Aires |  |
|            | Mac Carthy · Malm · O'Farrell · Martín |     |         |                                      |  |

| 29 de mayo | Barracas II                          | 4:0 | San Martín | Estadio de Banfield, Banfield |  |
|            | Murray (a.g.) · Mac Donald · Shilton |     |            |                               |  |

## Fase final
En cada cruce se muestra el resultado global.
|  | Cuartos de final     | Cuartos de final |               |               | Semifinales | Semifinales |  |             | Final | Final |  |
|  |                      |                  |               |               |             |             |  |             |       |       |  |
|  |                      |                  |               |               |             |             |  |             |       |       |  |
|  | Barracas II          | 6                |               |               |             |             |  |             |       |       |  |
|  | Barracas II          | 6                |               |               |             |             |  |             |       |       |  |
|  | Alumni II            | 0                |               |               |             |             |  |             |       |       |  |
|  | Alumni II            | 0                |               | Barracas II   | 4           |             |  |             |       |       |  |
|  |                      |                  |               | Barracas II   | 4           |             |  |             |       |       |  |
|  |                      |                  | Belgrano II   | 1             |             |             |  |             |       |       |  |
|  | Estudiantes II       | 1                | Belgrano II   | 1             |             |             |  |             |       |       |  |
|  | Estudiantes II       | 1                |               |               |             |             |  |             |       |       |  |
|  | Belgrano II          | 3                |               |               |             |             |  |             |       |       |  |
|  | Belgrano II          | 3                |               |               |             |             |  | Barracas II | 2     |       |  |
|  |                      |                  |               |               |             |             |  | Barracas II | 2     |       |  |
|  |                      |                  | Lomas Juniors | 0             |             |             |  |             |       |       |  |
|  | Lomas Juniors        | 2                | Lomas Juniors | 0             |             |             |  |             |       |       |  |
|  | Lomas Juniors        | 2                |               |               |             |             |  |             |       |       |  |
|  | Argentino de Quilmes | 1                |               |               |             |             |  |             |       |       |  |
|  | Argentino de Quilmes | 1                |               | Lomas Juniors | 3           |             |  |             |       |       |  |
|  |                      |                  |               | Lomas Juniors | 3           |             |  |             |       |       |  |
|  |                      |                  | San Isidro    | 1             |             |             |  |             |       |       |  |
|  | Banfield             | 2                | San Isidro    | 1             |             |             |  |             |       |       |  |
|  | Banfield             | 2                |               |               |             |             |  |             |       |       |  |
|  | San Isidro           | 3                |               |               |             |             |  |             |       |       |  |
|  | San Isidro           | 3                |               |               |             |             |  |             |       |       |  |
|  |                      |                  |               |               |             |             |  |             |       |       |  |

### Cuartos de final
| 12 de junio | Barracas II                                           | 6:0 | Alumni II |  |  |
|             | Casella (pen.) (pen.) · Mac Donald · McQueen · Hearne |     |           |  |  |

|  |  | vs. |

|  |  | vs. |

| 24 de julio | Lomas Juniors | 1:1 | Argentino de Quilmes | Cancha de Lomas Juniors, Lomas de Zamora |  |
|             | Horton        |     | Castellanos          |                                          |  |

#### Desempate
| 31 de julio | Lomas Juniors | 1:0 | Argentino de Quilmes | Cancha de Lomas Juniors, Lomas de Zamora |  |
|             | Horton        |     |                      |                                          |  |

### Semifinales
| 31 de julio | Barracas II      | 4:1 | Belgrano II |  |  |
|             | Potter · Casella |     | Rioboó      |  |  |

| 7 de agosto | Lomas Juniors              | 3:1 | San Isidro | Cancha de Ferro Carril Oeste, Buenos Aires |  |
|             | Horton · Laforia · Aguirre |     | Mac Lean   |                                            |  |

### Final
| 28 de agosto | Barracas II            | 2:0 | Lomas Juniors |  |  |
|              | Abaca (a.g.) · McQueen |     |               |  |  |

|                                 |
|                                 |
| Campeón Barracas II 1.er título |

## Estadísticas
| Pos. | Equipo               | Pts. | J | G | E | P | GF | GC | DG | Ef.   |
| ---- | -------------------- | ---- | - | - | - | - | -- | -- | -- | ----- |
| 1.°  | Barracas II          | 8    | 4 | 4 | 0 | 0 | 16 | 1  | 15 | 100%  |
| 2.°  | Lomas Juniors        | 5    | 4 | 2 | 1 | 1 | 5  | 4  | 1  | 62,5% |
| 3.°  | Belgrano II          | 2    | 2 | 1 | 0 | 1 | 4  | 5  | -1 | 50%   |
| 3.°  | San Isidro           | 2    | 2 | 1 | 0 | 1 | 4  | 5  | -1 | 50%   |
| 5.°  | Estudiantes II       | 2    | 2 | 1 | 0 | 1 | 5  | 3  | 2  | 50%   |
| 6.°  | Argentino de Quilmes | 1    | 2 | 0 | 1 | 1 | 1  | 2  | -1 | 0%    |
| 7.°  | Banfield             | 0    | 1 | 0 | 0 | 1 | 2  | 3  | -1 | 0%    |
| 8.°  | Alumni II            | 0    | 1 | 0 | 0 | 1 | 0  | 6  | -6 | 0%    |
| 9.°  | Porteño              | 0    | 1 | 0 | 0 | 1 | 0  | 4  | -4 | 0%    |
| 9.°  | San Martín           | 0    | 1 | 0 | 0 | 1 | 0  | 4  | -4 | 0%    |